# Hilgay
Hilgay är en ort och civil parish i Storbritannien.   Den ligger i grevskapet Norfolk och riksdelen England, i den sydöstra delen av landet, 120 km norr om huvudstaden London. Hilgay ligger 11 meter över havet och antalet invånare är 1 174.
Terrängen runt Hilgay är platt. Runt Hilgay är det ganska tätbefolkat, med 90 invånare per kvadratkilometer. Närmaste större samhälle är Downham Market, 5,3 km norr om Hilgay. Trakten runt Hilgay består till största delen av jordbruksmark.